# Biserica de lemn din Aleuș

Biserica de lemn din Aleuş

Biserica de lemn din Aleuș se afla în localitatea Aleuș din comuna Halmășd, județul Sălaj. Odată cu construirea noii biserici de zid, vechea biserică de lemn și-a pierdut rolul avut până atunci în viața comunității. Conform monografiei întocmite de către Dionisie Stoica și Ioan P. Lazar în anul 1908, biserica era construită în anul 1722. Avea hramul Sfinților Arhangheli.